# 이진일
이진일 (李鎭一, 1973년 1월 12일~)은 대한민국의 육상 선수로 주 종목은 중거리달리기이다. 1992년 하계 올림픽에 대한민국 국가대표로 참가했으며 1994년 아시안 게임에서 2관왕(800m ,400m 계주)에 올랐고 1998년 아시안 게임 800m 종목에서 금메달을 획득했다. 

## 경력
대구시 동구 진인동 출신이다. 1991년에 대한민국 국가대표로 발탁되었고 이듬해인 1992년 7월에 스페인 바르셀로나에서 열린 1992년 하계 올림픽에 참가했다. 같은 해 9월에는 서울에서 열린 1992년 세계 주니어 선수권 대회에서 800m 종목 은메달을 획득하면서 주목을 받았다.
1994년 일본 히로시마에서 열린 1994년 아시안 게임에서 남자 800m와 남자 400m 계주 금메달을 획득하면서 대회 2관왕에 올랐다. 이후 1995년 대학을 졸업하면서 대동은행 육상단에 입단했다. 그러나 홍콩 독감에 감염되어 태릉선수촌에서 처방해준 감기약이 문제가 되어 3월 국제 육상 경기 연맹이 실시한 도핑 검사에서 클렌부테롤 양성 판정을 받았다. 이로 인해 12월에 선수 자격 정지 4년 처분을 받으며 선수 생활에 위기를 맞았다.
이후 자격 처분이 감면되어 2년 만인 1997년에 선수로 복귀했으며 1998년 12월 방콕에서 열린 1998년 아시안 게임 800m 종목에서 대표팀 동료인 김순형을 제치고 금메달을 따면서 대회 2연패를 달성했다.
이후 현역에서 은퇴했으며 코치로 활동했다.